# Carl Lindenberg

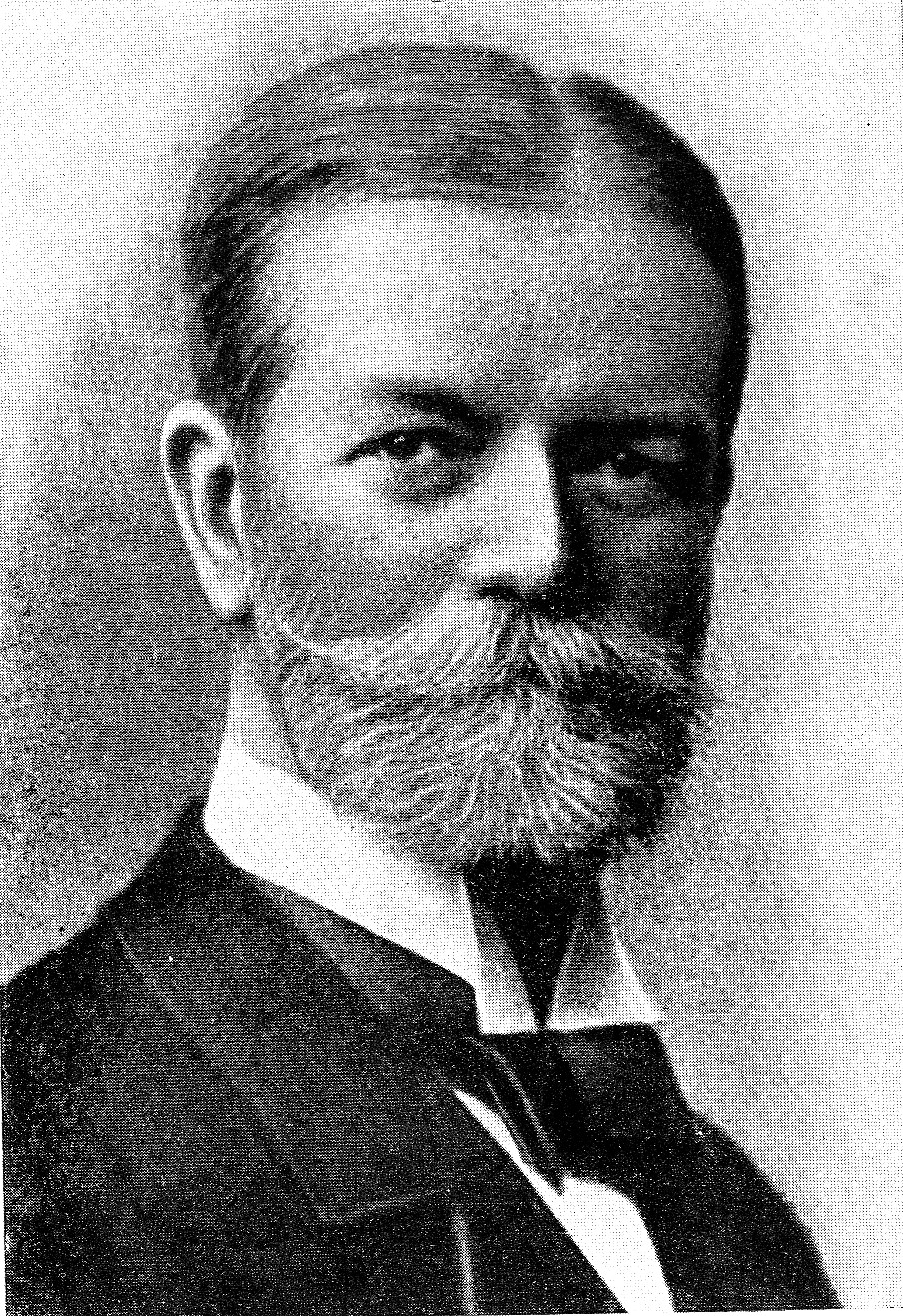
Carl Lindenberg um 1910

Carl Lindenberg (* 1. Mai 1850 in Wittenberge; † 13. Juli 1928 in Berlin) war ein deutscher Jurist und einer der bedeutendsten deutschen Philatelisten. Er war herausragender Autor im Bereich Philatelie und sein Spezialgebiet waren Ganzsachen. Nach ihm ist die „Lindenberg-Medaille“ benannt.

## Leben
Lindenberg stammte aus einer alten preußischen Beamten- und Offiziersfamilie. Er kam als Sohn eines Steuerrats der preußischen Finanzverwaltung Johann Karl Heinrich Gottlieb Lindenberg (1819–1877) und seiner Mutter Henrietha Betty, geborene Mödinger (1817–1881) auf die Welt. Als Lindenberg sieben Jahre alt war, begann seine Sammelleidenschaft, im Alter von 17 Jahren hatte er bereits 1400 unterschiedliche Briefmarken in seiner Sammlung und er sammelte damals schon Ganzsachen. Seine Jugend verbrachte er in Wittenberge, Berlin und Breslau.
Ab 1869 studierte er Jura in Breslau. Ab August 1870 leistete er ein freiwilliges Militärjahr ab und setzte dann sein Studium in Berlin fort. Beim Militär war er nicht an der Front, sondern war für die Bewachung französischer Kriegsgefangener abkommandiert. Als Jurist war er in wechselnden Orten als Kreisrichter, Amtsrichter, Landgerichtsdirektor und als Oberlandesgerichtspräsident in Posen tätig. 1913 galt er sogar als Kandidat für den Posten des preußischen Justizministers.
Carl Lindenberg betätigte sich nebenberuflich als Journalist. Als Landgerichtsrat redigierte er für die angesehene Vossische Zeitung die Rubrik "Personalien und Statistik", wobei es vielfach um Personalien von Juristen ging. Er ließ sich gelegentlich von seinem Sohn Paul, ebenfalls Jurist, in dieser Arbeit vertreten.
Bereits ab dem Alter von 20 Jahren verfasste er Artikel für philatelistische Fachzeitschriften, insbesondere für die Deutsche Briefmarken-Zeitung, Senfs Illustriertes Briefmarken-Journal und „Mitteilungen des Berliner Philatelisten-Klubs“, teilweise mit dem Pseudonym „D. R.“ oder „D. Richter“. Außerdem war er Schriftleiter der Zeitschrift „Der Deutsche Philatelist“.
Er war Beirat im Kuratorium des Berliner Reichspostmuseums, zu dieser Funktion gelangte er 1884 anstatt seines 1883 verstorbenen Onkels, dem Geheimen Kanzleirat Julius Mödinger, der dort schon Sachverständiger war. Beim Reichspostmuseum war er zuständig für den Ausbau der philatelistischen Sammlung. Während seiner Tätigkeit für das Museum gab er seine eigene Sammlung auf. Er beendete diese Tätigkeit 1899 nach dem Tode von Heinrich von Stephan, weil es dann nicht mehr den nötigen Rückhalt im Museum hatte, er nahm sie dann aber nochmal zwischen 1918 und 1919 für kurze Zeit auf.
In der Zwischenzeit begann er wieder mit einer eigenen Ganzsachensammlung durch mehrere große Aufkäufe, insbesondere durch den Aufkauf der Sammlung des Amtsrichters Fränkel. 1888 war er bei der Gründung des „Berliner Philatelisten-Klubs“ beteiligt und war dessen erster Vorsitzender bis zum 31. Dezember 1902. Er gab der Vorsitz auf, weil er zu der Zeit Berlin aus beruflichen Gründen verließ. Er deckte zusammen mit seinem Sammlerfreund Franz Kalckhoff den Fall des Fälschers Georges Fouré auf. Die beiden Sammlerkollegen arbeiteten damals an einem Literaturwerk über Ganzsachen, als unbekannte Sammlerstücke zum Vorschein kamen.
Lindenberg hatte eine riesige Ganzsachensammlung und eine große philatelistische Büchersammlung. Beide Sammlungen verkaufte er etwa im Alter von 75 Jahren an die Brüder Ernst und Franz Petschek. Nach seinem Tod brachte der bekannte Briefmarkenhändler Philipp Kosack in seiner „Berliner Briefmarken-Zeitung“ Heft 7 vom 31. Juli desselben Jahres einen ausführlichen Nachruf heraus.

### Privatleben
Lindenberg war zweimal verheiratet, seine erste Frau Ottilie, geborene Boy, starb 1916. Aus der ersten Ehe gingen zwei Töchter und zwei Söhne hervor. Sein Sohn Paul Lindenberg war genauso wie sein Vater Autor im Bereich Philatelie. Der junge Assessor vertrat seinen Vater gelegentlich in der Redaktion derVossische Zeitung bei der Bearbeitung der Rubrik "Personalien und Statistik" und half in der Innenpolitikredaktion aus. Aus der zweiten Ehe mit Ellen, geborene Bacmeister gingen zwei Töchter Renate (* 1920) und Maria (* 1921) hervor.

## Werke
- Großes Handbuch der Philatelie. Lieferung 4 bis 20
- Katalog der Marken des Reichspostmuseums
- Die Briefumschläge der deutschen Staaten. von 1892 bis 1895
- Die Briefmarken von Baden. 1894
- Ganzsachen-Katalog des Verlages Gebrüder Senf. 1911
- Die Ganzsachensammlung der Brüder Petschek, Band 1 (A bis L)

## Auszeichnungen und Ehrungen
- 1895 Ehrenmitglied im Verein Braunschweiger Briefmarkensammler
- 1895 Ehrenmitglied im Bayerischen Philatelisten-Verein München
- 1898 Ehrenvorsitzender des Berliner Philatelisten-Klubs[9]
- 1904 Ehrenmitglied im Berliner Ganzsachen-Sammler-Vereins von 1901 e. V.
- 1905 Stiftung der „Lindenberg-Medaille“ des Berliner Philatelist-Klubs zu seinen Ehren
- 1922 silberne Vereinsmedaille des „Ersten Vaterländischen Verein der Briefmarkensammler“, Budapest
- 1926 Ehrenmitglied im IPHV Berlin
- 1928 österreichische Verbands-Medaille
- 1969 Briefmarke des Fürstentums Liechtenstein aus dem Satz „Pioniere der Philatelie“ mit einem Porträt von ihm (Michel-Nr. 512)